# پیتر بینهام
پیتر بینهام (انگلیسی: Peter Baynham؛ زادهٔ ۲۸ ژوئن ۱۹۶۳) کمدین و فیلم‌نامه‌نویس اهل بریتانیا است.
از فیلم‌ها یا برنامه‌های تلویزیونی که وی در آن نقش داشته‌است می‌توان به بورات، بورات ۲، برونو، آرتور، آرتور کریسمس، هتل ترانسیلوانیا و گریمزبی اشاره کرد.